# ۲۱ مرداد
۲۱ مرداد/اسد صد و چهل و پنجمین روز از سال در گاه‌شماری خورشیدی است. به پایان سال ۲۲۰ روز (۲۲۱ روز در سال کبیسه) باقی‌است.

## مناسبت‌ها
- روز حمایت از صنایع کوچک[۱]

## رویدادها
- ۱۳۱۳ - تغییر نام شهر ترشیز به کاشمر[۲]
- ۱۳۸۷ - رقابت ۲۱ مرداد ۱۳۸۷ تیم ملی فوتبال ایران با تیم ملی فوتبال قطر در مسابقات فوتبال غرب آسیا ۲۰۰۸
- ۱۳۹۱ - زمین‌لرزه‌های ۱۳۹۱ آذربایجان شرقی
- ۱۴۰۱ - آغاز لیگ برتر فوتبال ایران ۰۲–۱۴۰۱
- ۱۴۰۱ - حمله با چاقو به سلمان رشدی

## درگذشت‌ها
- ۱۲۷۵ - میرزا رضا کرمانی، از شاگردان سید جمال‌الدین اسدآبادی و قاتل ناصرالدین شاه[۳]
- ۱۳۸۹ - محمدعلی ترقی‌جاه، نقاش